# 碧霞元君

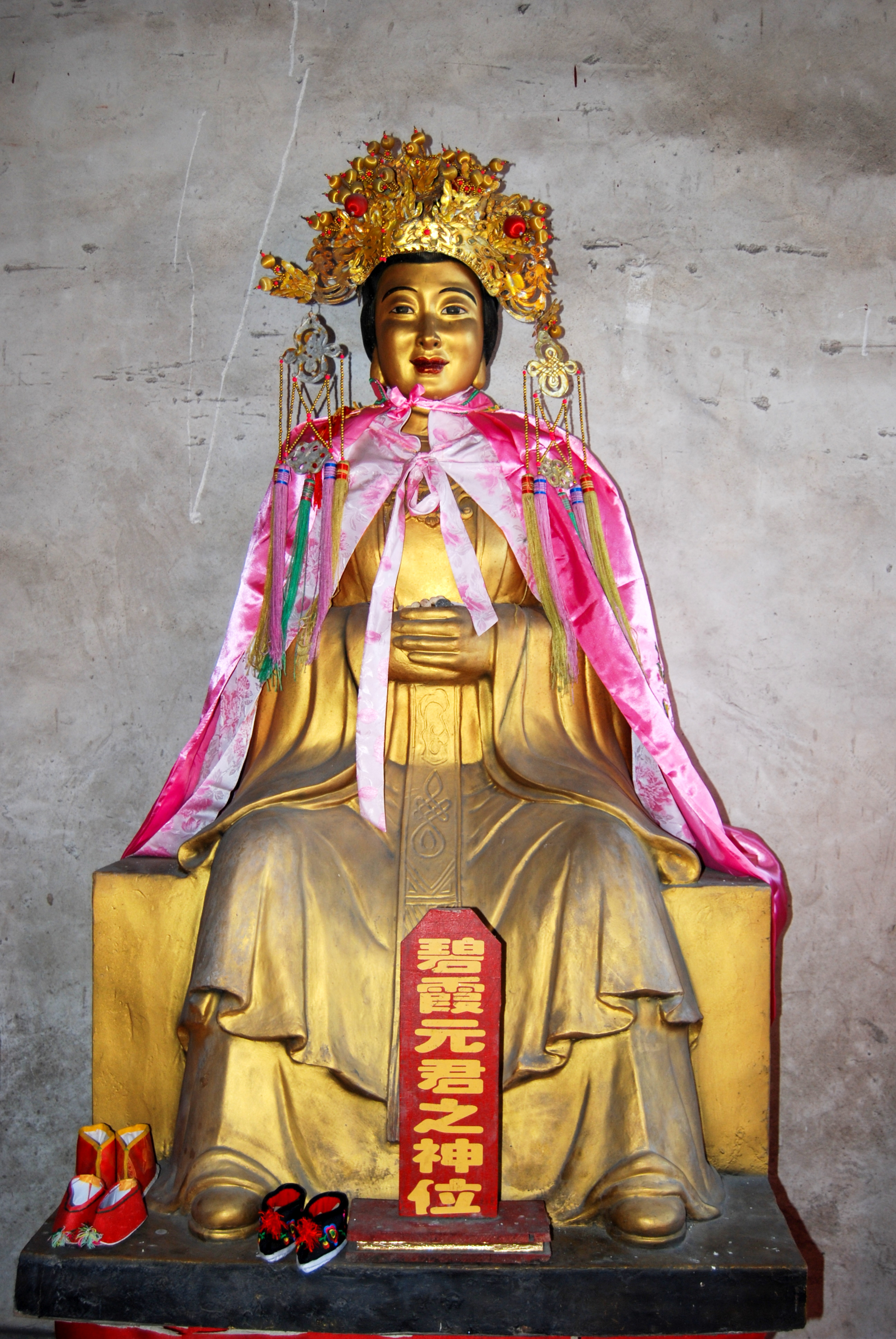
碧霞元君の神像

碧霞元君（へきかげんくん）は、中国の女神であり、泰山信仰でもっとも人気がある女神である。
別名：天仙聖母碧霞玄君（てんせんせいぼへきかげんくん）、泰山老母（たいざんろうぼ）、泰山玉女（たいざんぎょくじょ）、天仙娘々（てんせんにゃんにゃん）、天仙玉女碧霞元君（てんせんぎょくじょへきかげんくん）など。
神格：人々の出世、結婚、豊作など全般にわたる。

## 解説
碧霞元君は中国の神であり、特に華北地方では、西王母を凌ぎ、女神としてはもっとも信仰を集めている。古代の文献『瑤池記』によれば彼女は七天女の一人である。
そのルーツは、泰山の守護神・東岳大帝の娘・玉女大仙あるいは、後漢の明帝の時代の石守道という人の娘・玉葉との二説が有力。また泰山の碧霞宮に奉られて、泰山三郎（炳霊公）や泰山四郎の姉か妹にあたる。他にも観世音菩薩の生まれ変わりなど複数の説が存在する。
碧霞元君は、どんなに信心薄い者の願いでも聞いてくれる、神々の中でも、もっとも優しい女神であるとされる。
その神格も商売繁盛・子宝祈願・夫婦円満・病気治療の祈願や人々にお告げをもたらしてくれるなど、非常に幅広いご利益があるとされ、多くの信仰を集めている。
北京市の西南五十キロにある妙峰山の山頂の碧霞元君を祭る妙峰山娘々廟には、旧暦の四月一日から十五日までの開廟期間には麓から山頂まで二十キロの山道を歩かなければならないにもかかわらず毎年数多くの参拝客が訪れる。
王三奶々、送子娘々、痘神娘々、眼光娘々という補佐神がいる。中国東北部では、碧霞元君と眼光娘娘、送子娘娘はそれぞれ雲霄娘娘、瓊霄娘娘、碧霄娘娘とも呼ばれ、合わせて三霄娘娘と呼称される。清代の伝説では、碧霞元君が天下の狐仙をたった一人で統括するとされる。九天玄女と比肩する神通力を持つといわれる。